# Брустер (город, Миннесота)
Брустер (англ. Brewster) — город в округе Ноблс, штат Миннесота, США. На площади 3,1 км² (3,1 км² — суша, водоёмов нет), согласно переписи 2002 года, проживают 502 человека. Плотность населения составляет 161,4 чел./км².
- Телефонный код города — 507
- Почтовый индекс — 56119
- FIPS-код города — 27-07660[1]
- GNIS-идентификатор — 0640469[2]